# Šumavské slatě

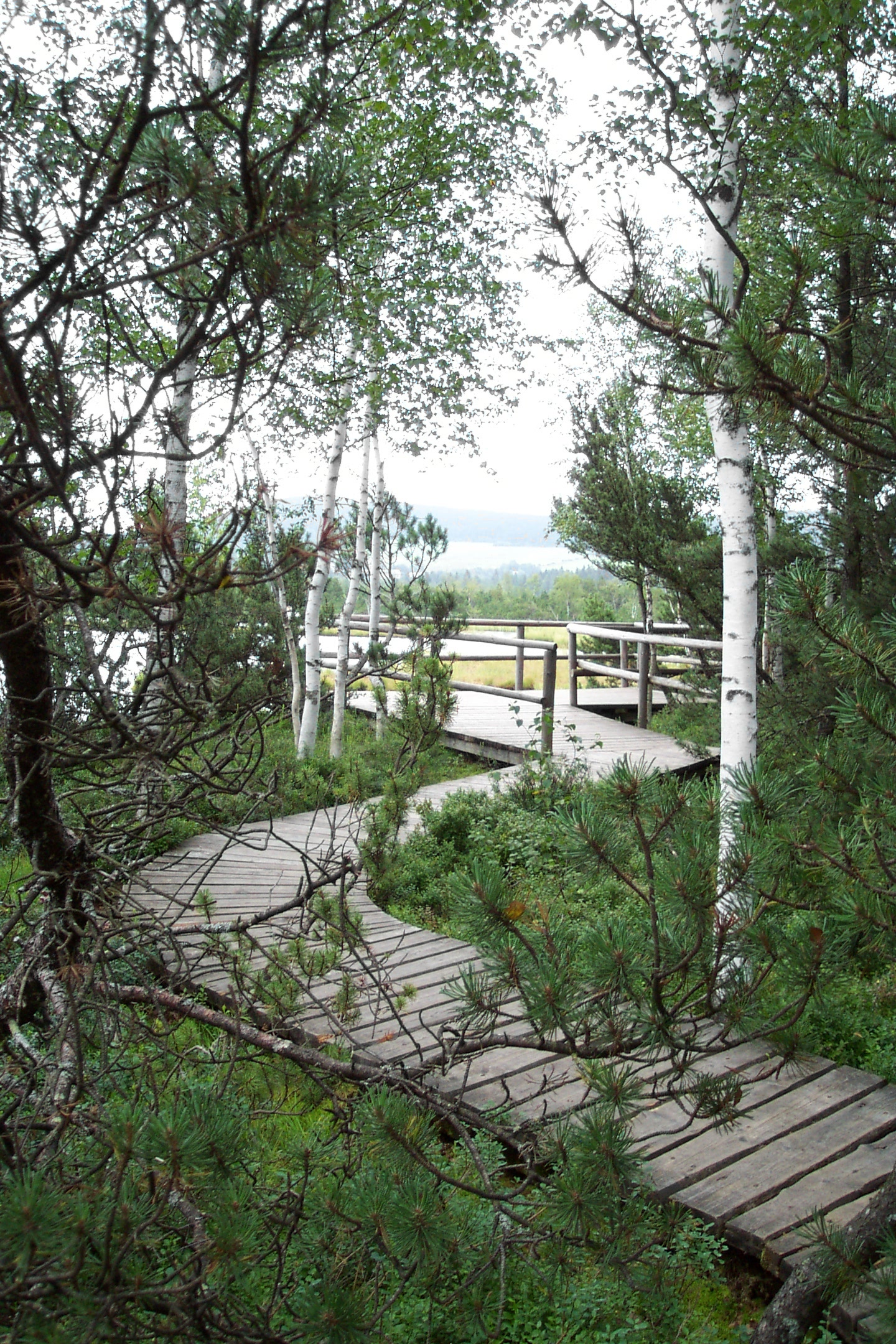
Chalupská slať

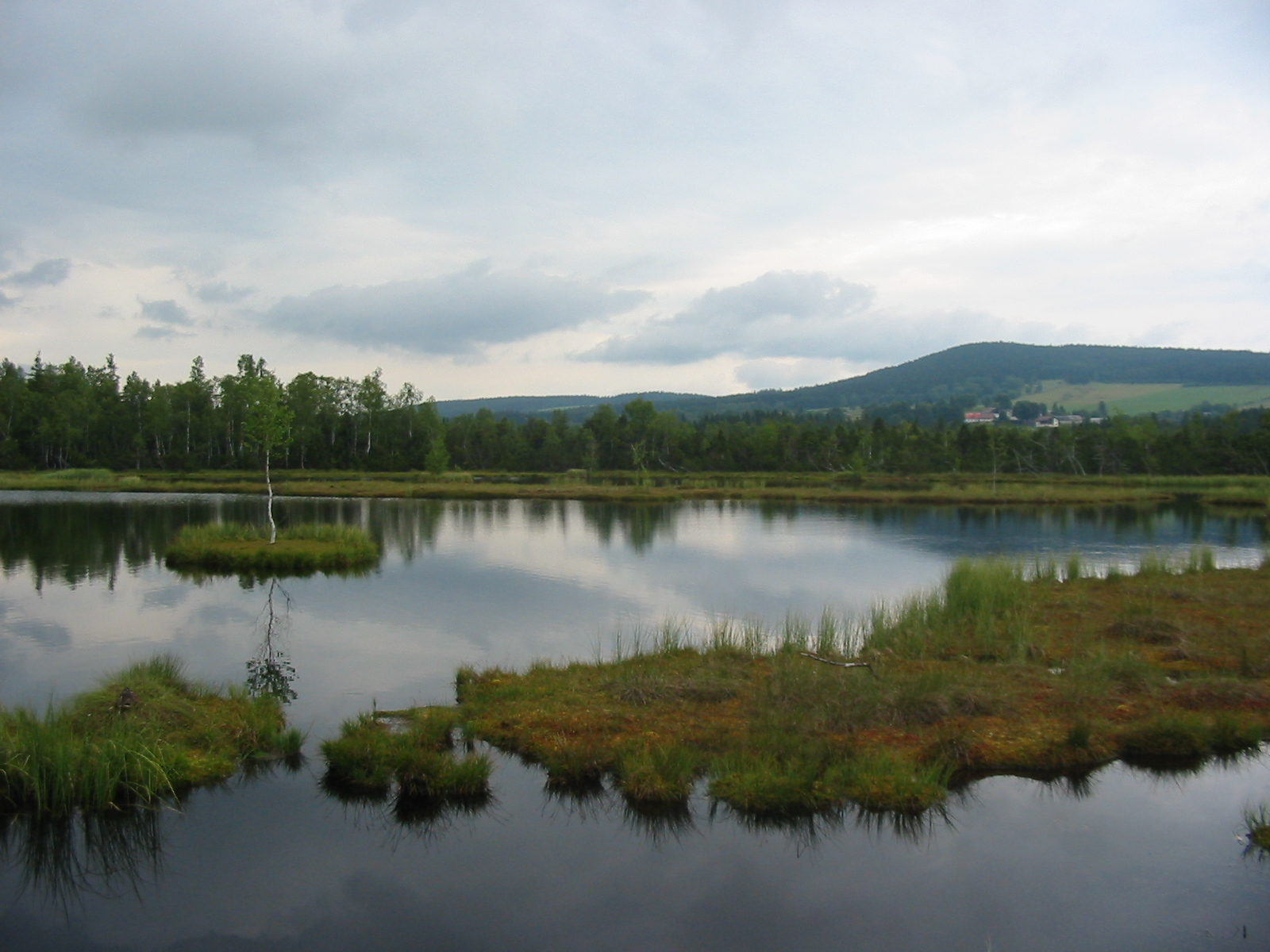
Chalupská slať

Slať (místní název, užívaný zejména na Šumavě) je název pro rašeliniště.
Pro vznik slatí na Šumavě existovaly takřka ideální podmínky, tedy mělké pánve, sedla, mírné svahy, náhorní roviny, pláně. Dále také široká, mělká údolí potoků a jejích některých přítoků. Podnebí je zde velmi chladné a vlhké, pramenišť je dostatek a horninový podklad pod zvětralinovým pláštěm není pro vodu příliš propustný. Spojením více jezírek rozrůstajícími se porosty rašeliníků vznikly velké, mnohdy několikasethektarové komplexy šumavských rašelinišť s mnoha jezírky uprostřed. Komplex celého rašeliniště (tvořeného zejména rašeliníky) zadržuje velké množství vody, má tedy důležitou hydrologickou funkci. Zpětně příznivě ovlivňuje mikroklima a mezoklima nejbližšího okolí. 

## Vznik
Spodní vrstvy rašeliníku odumírají a sesedají se, směrem nahoru však rašeliník neustále přirůstá. Pomalým zuhelňováním odumřelých částí rostlin za nepřístupu vzduchu, při nízké teplotě a v silně kyselém prostředí – tzv. rašeliněním – vzniká rašelina. Kromě rašeliníku se na tvorbě rašeliny podílel hlavně suchopýr pochvatý a blatnice bahenní. Za uplynulá tisíciletí zde vyrostla rašeliniště o mocnosti rašeliny přes 7 metrů. Jen díky tomu, že tvorba rašeliny probíhá za nepřístupu vzduchu, uchovala se v určitých vrstvách rašeliny pylová zrnka těch rostlin (především dřevin), které v odpovídajících obdobích rostly na rašeliništích nebo jejich okolí. Podle poměrného zastoupení pylu různých dřevin v jednotlivých vrstvách rašeliny je možno rekonstruovat lesní pokryv Šumavských plání od skončení dob ledových. 
Rašeliniště vznikla na přelomu poslední doby ledové a meziledové (zhruba před 9000 až 10 000 lety).  Tehdy skončilo velmi chladné a přitom suché podnebí, vystřídalo jej teplejší a vlhčí. Rašelinišť vznikly dva druhy; náhorní vrchoviště na pláních a při Vltavě a jejích větších přítocích pak rašeliniště údolní. Rašeliny jsou jakousi „přírodní kronikou“, ze které je možno vyčíst i průběh podnebních změn uplynulých tisíciletí. 
V určitých stádiích vývoje nestačily vodní zdroje (spodní prameny, vodní srážky) sytit do výšky narůstající rašeliniště vodou. Vrchoviště začala odumírat, zmizela jezírka a objevily se zde porosty dřevin: kleče smrku, břízy. Těchto stagnací ve vývoji šumavských vrchovišť bylo několik – v profilech rašelinou nacházíme většinou dva zřetelné dřevové horizonty. V současné době šumavská vrchoviště víceméně opět stagnují. Pouze vrcholové plošiny jsou zřetelně vlhčí než k okrajům klesající velmi mírné svahy vrchovišť.

## Vodstvo
Přirozená jezírka na vrcholu vrchovišť, jsou-li vyvinuta, nazýváme odborně blänky. Silně zamokřený pás na obvodu vrchoviště, kudy odtéká přebytečná voda, kterou už nemůže rašeliník přes svoji obrovskou recepční schopnost zadržet, se nazývá lagg. Vlastní vrchoviště je poněkud sušší a střídají se na něm vyvýšená místa zvané bulty a vlhčí prohlubně mezi nimi, které nazýváme šlenky. Toto členění povrchu vrchoviště způsobuje nejdůležitější rostlina - mechorost rašeliník (rod Sphagnum), rostoucí zde asi ve 20 druzích. Jednotlivé jeho druhy mají rozdílné stanovištní nároky: některé vytvářejí bulty, jiné rostou submersně pod vodou v jezírkách a šlencích, jiné na nejsušších stanovištích vrchoviště. 
Když narůstající vrchol bultu odroste přímému vlivu spodní vody, zastaví se jeho růst a posléze ho přerostou rašeliníky dosavadního šlenku. Ten se tím přemění na nový bult a z původního bultu se stává šlenk. Tímto rytmickým střídáním bultů a šlenků narůstají živá rašeliniště.

## Flóra slatí
Na rašeliništích se daří zpravidla nízkému porostu. Mezi něj patří borovice rašelinná (kříženec borovice blatky a kleče) či bříza trpasličí. V bylinném patře jsou charakteristické rostliny jako například šicha černá, pýreček horský nebo masožravá rostlina rosnatka okrouhlolistá.

## Seznam slatí
- Chalupská slať
- Tříjezerní slať
- Jezerní slať
- Modravské slatě
- Cikánská slať